# Justine Greening
Justine Greening, née le 30 avril 1969 à Rotherham, est une femme politique britannique, membre du Parti conservateur et députée de Putney de 2005 à 2019. 
Le 14 octobre 2011, elle est nommée secrétaire d'État aux Transports dans le premier gouvernement dirigé par David Cameron. Après le remaniement ministériel de septembre 2012, elle devient secrétaire d'État au Développement international (Secretary of State for International Development) à la tête du département du Développement international. Son mandat prend fin le 13 juillet 2016 comme celui de l'ensemble de l'exécutif, date de la démission du Premier ministre.
Elle est ministre des Femmes et des Égalités et secrétaire d'État à l'Éducation entre le 13 juillet 2016 et le 8 janvier 2018 sous le gouvernement de Theresa May.

## Vie privée
En 2016, lors de la gay pride de Londres, Justine Greening révèle son homosexualité.